# گندشکان
گندشکان یک منطقهٔ مسکونی در ایران است که در دهستان عربخانه واقع شده‌است. گندشکان ۲۳ نفر جمعیت دارد.